# Ford Fairlane (Full-Size)

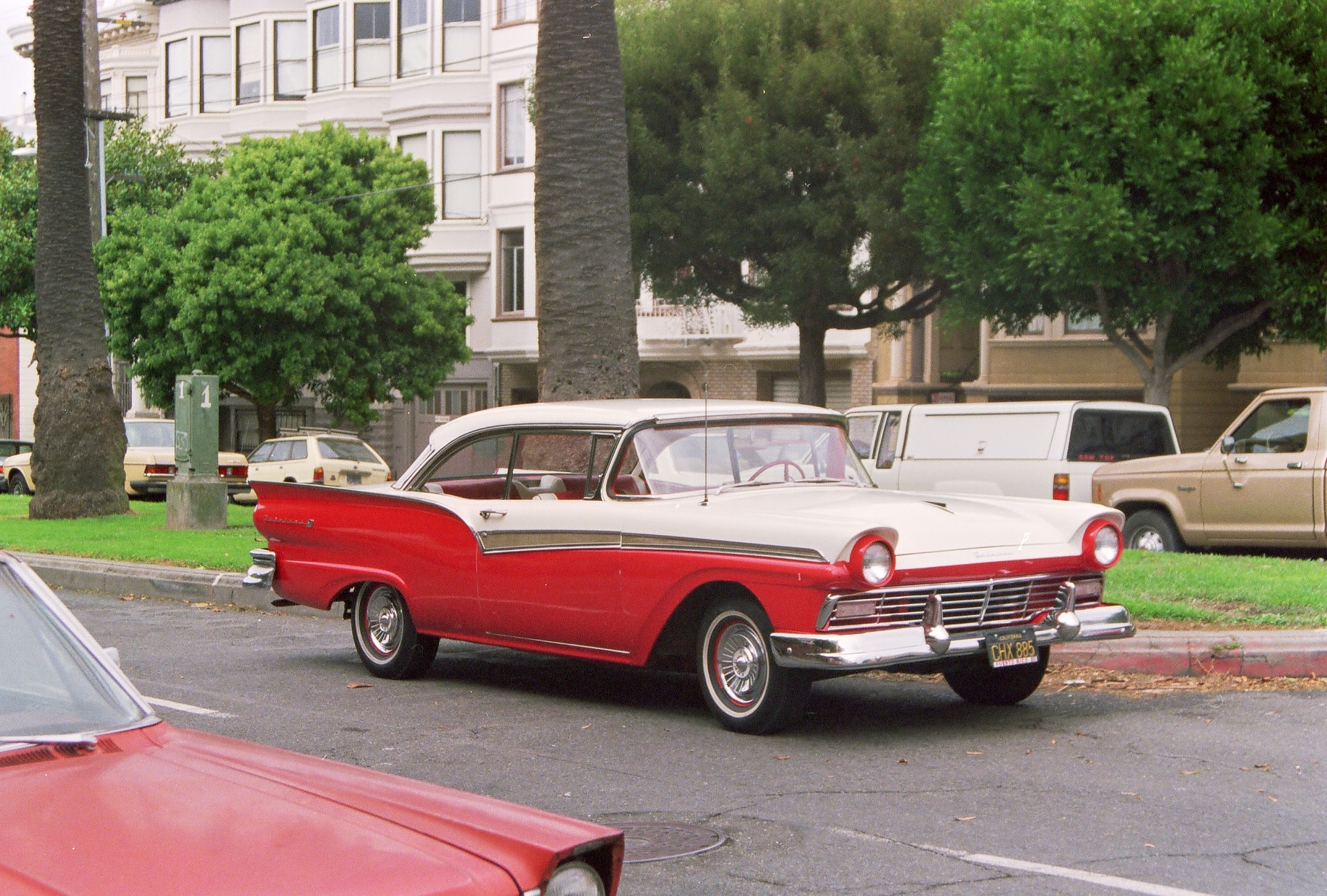
Ford Fairlane 500 Club Hardtop (1957)

Der Ford Fairlane ist ein von 1954 bis 1961 gebautes Full-Size Car des US-Herstellers Ford. Anschließend wurde der Name für ein Mittelklasse-Modell wiederverwendet.
Im Herbst 1954, also für das Modelljahr 1955, erschien die am besten ausgestattete Variante des amerikanischen Ford mit dem neuen Namen Fairlane. In den drei Jahren zuvor hatte sie den Namen Crestline getragen. Den Fairlane gab es als Limousine, Coupé und Cabriolet sowie mit Sechs- oder Achtzylindermotor. Mit seiner Panoramascheibe, den Heckflossen und der Zweifarbenlackierung entsprach er gut dem damaligen Schönheitsideal. Hauptkonkurrent war der Chevrolet Bel Air.
Von 1957 bis 1959 bot Ford – neben der Sunliner genannten Cabriolet-Version mit Stoffverdeck – den Fairlane Skyliner als Coupé-Cabriolet-Version mit elektrisch im Kofferraum versenkbarem Hardtop an.
Wie so oft in Amerika waren die Modellbezeichnungen nicht stabil. So blieb der Fairlane nur zwei Jahre lang das Spitzenmodell von Ford. Ab Modelljahr 1957 war es nur noch die zweitbeste Ausstattungsvariante. Das Luxusmodell hieß jetzt Fairlane 500. Vollends in den mittleren Bereich rutschte der Fairlane, als im Modelljahr 1959 das Spitzenmodell den neuen Namen Galaxie erhielt.
So blieb es bis 1961. Ab Modelljahr 1962 hießen auch die mittleren Modellvarianten des großen Ford Galaxie. Der Name „Fairlane“ wurde damit für eine neue Verwendung in der Mittelklasse frei.

## Galerie

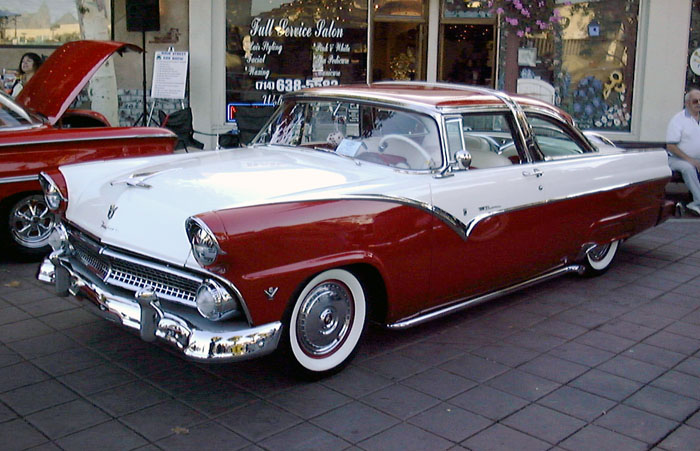
Ford Fairlane Crown Victoria (1955)
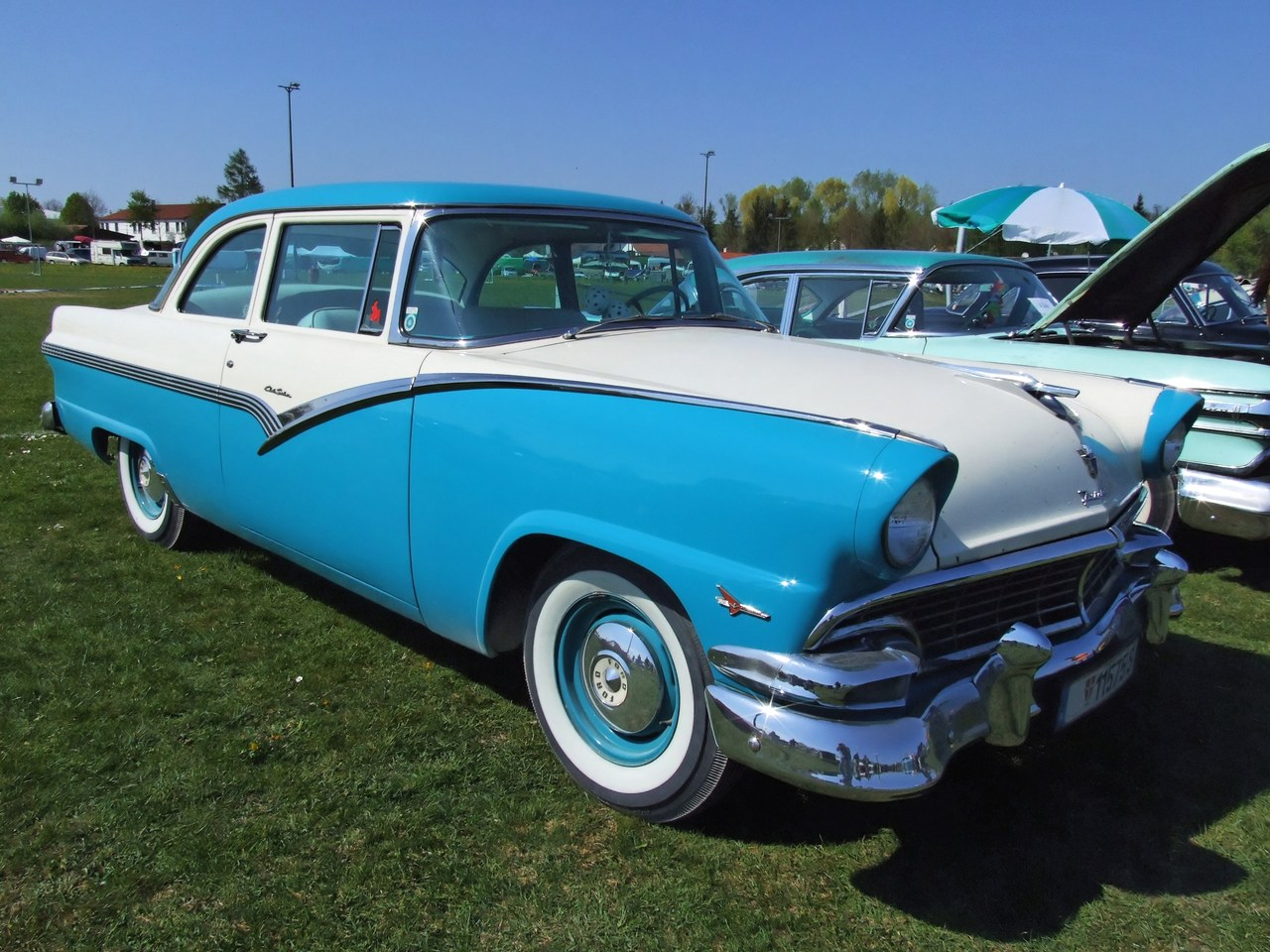
Ford Fairlane Club Sedan (1956)
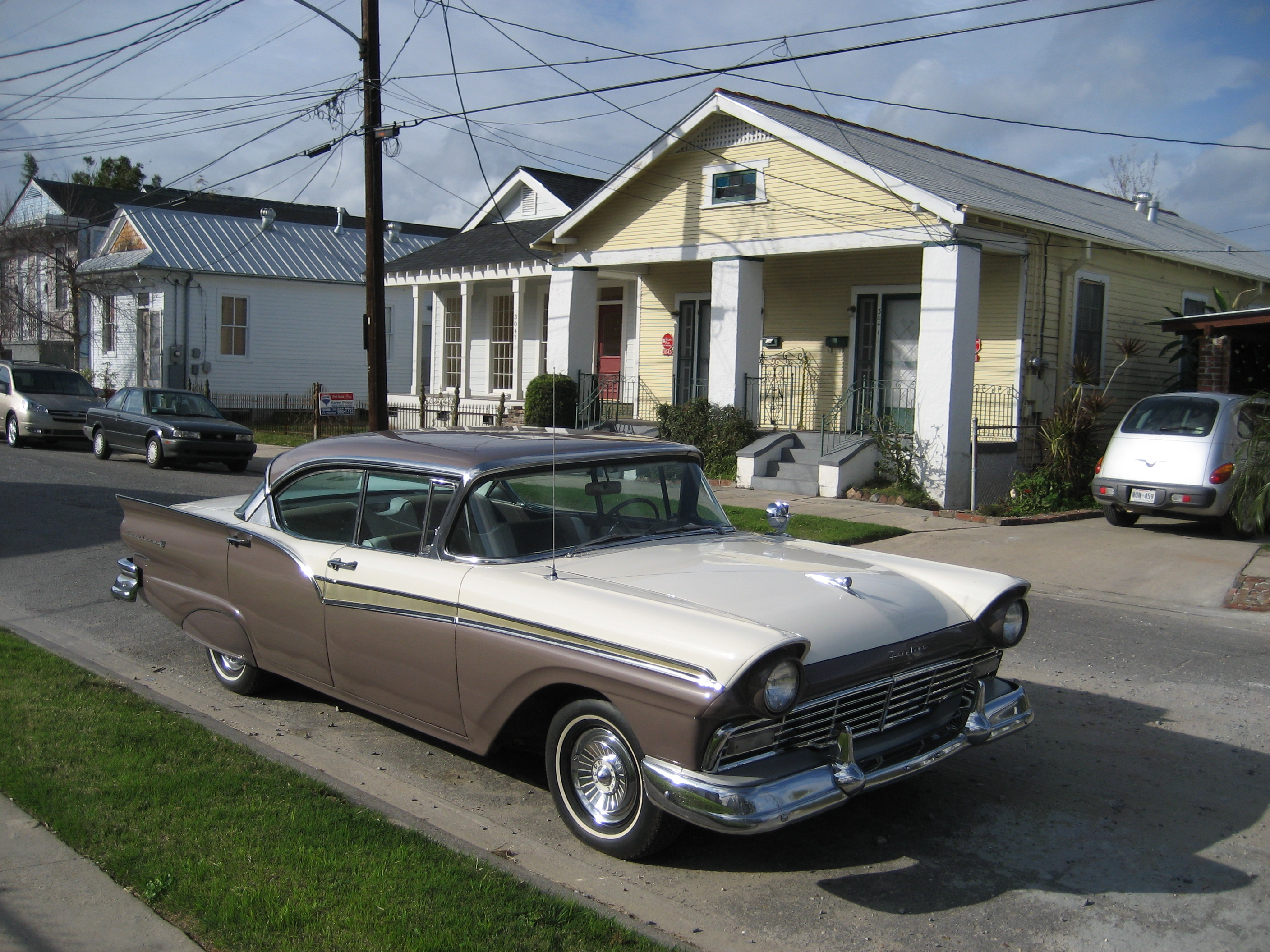
Ford Fairlane 500 Town Hardtop (1957)
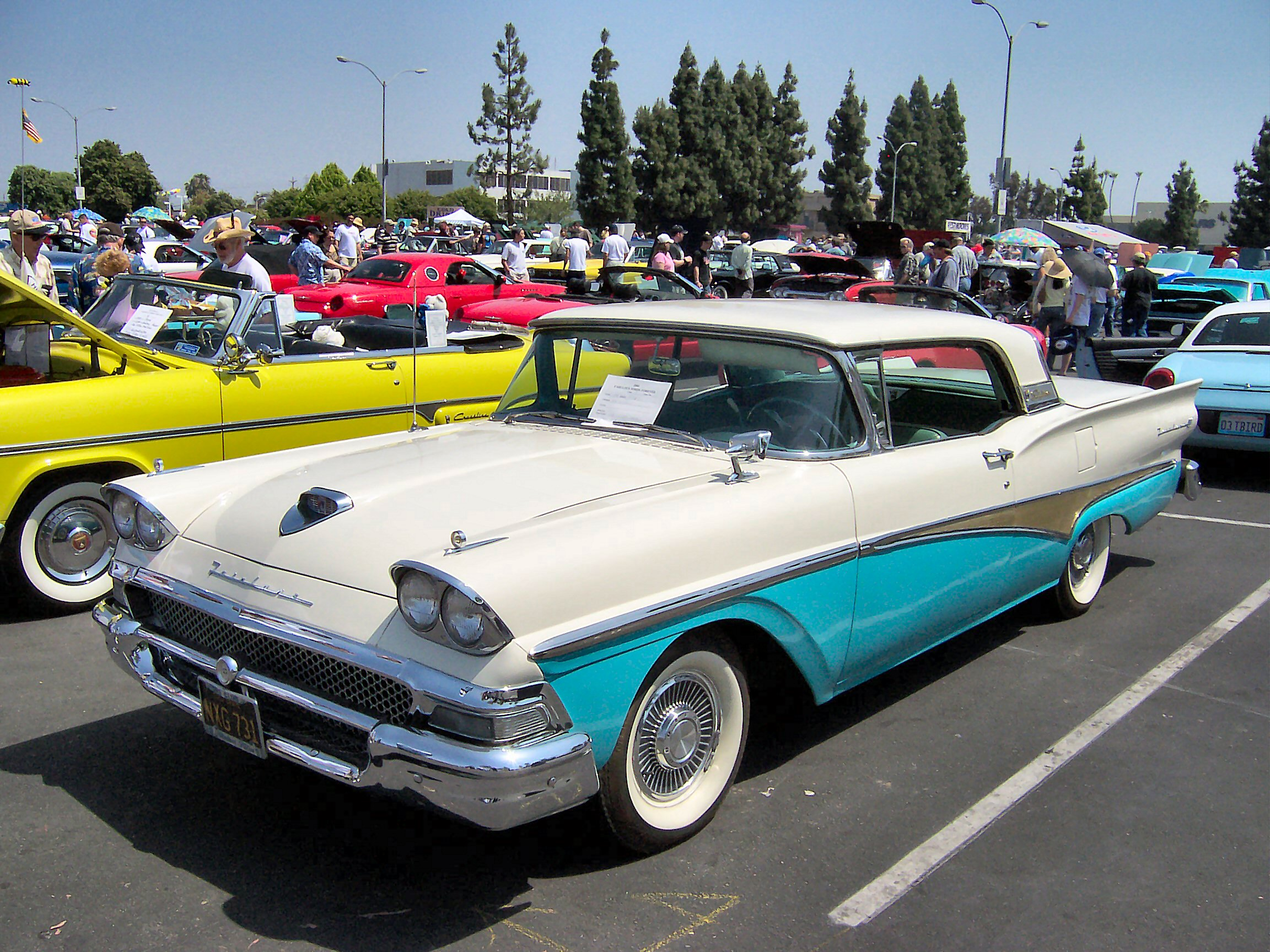
Ford Fairlane 500 Skyliner Retractable mit versenkbarem Metalldach (1958)
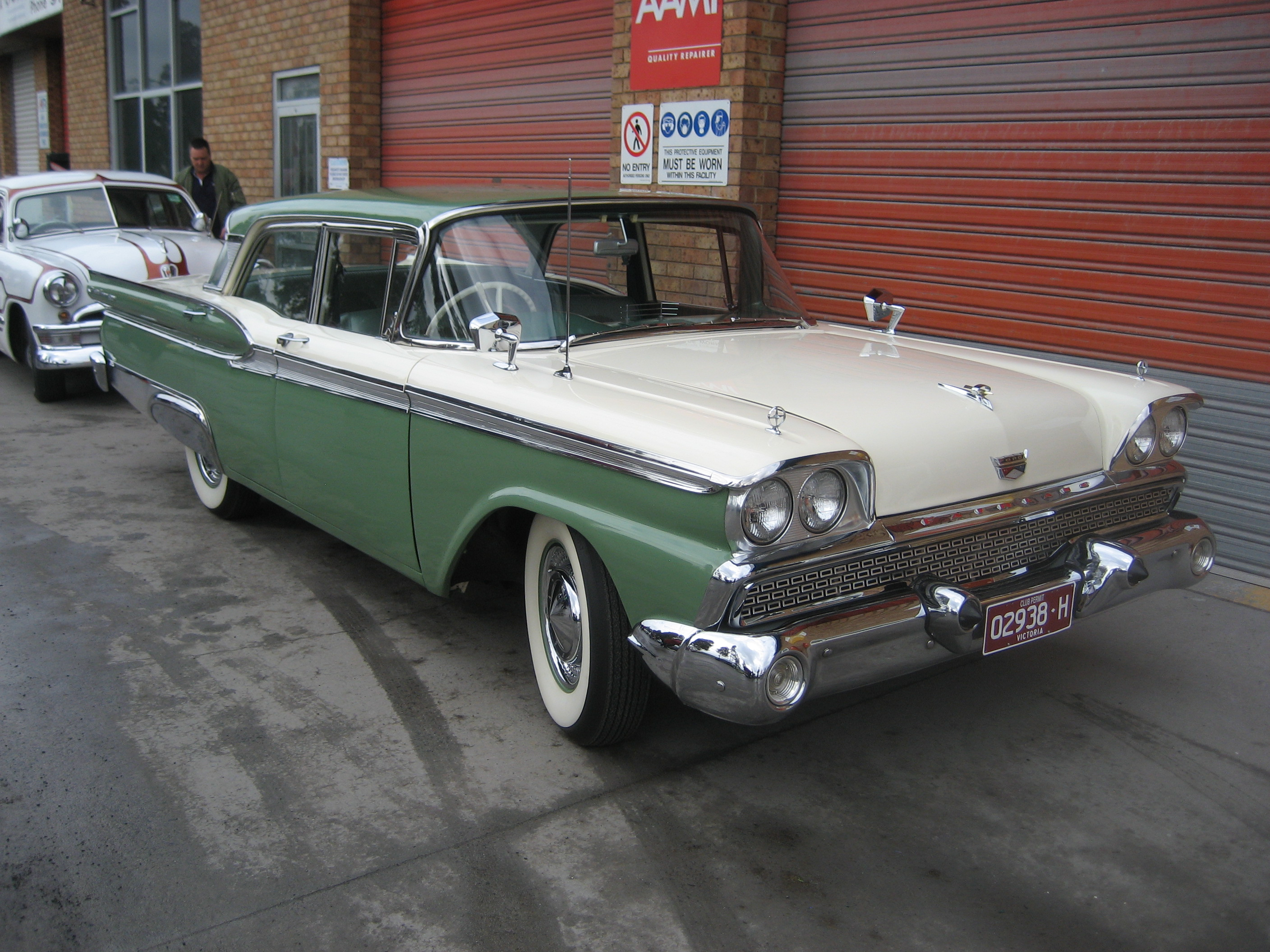
Ford Fairlane 500 Town Sedan mit B-Säule (1959)
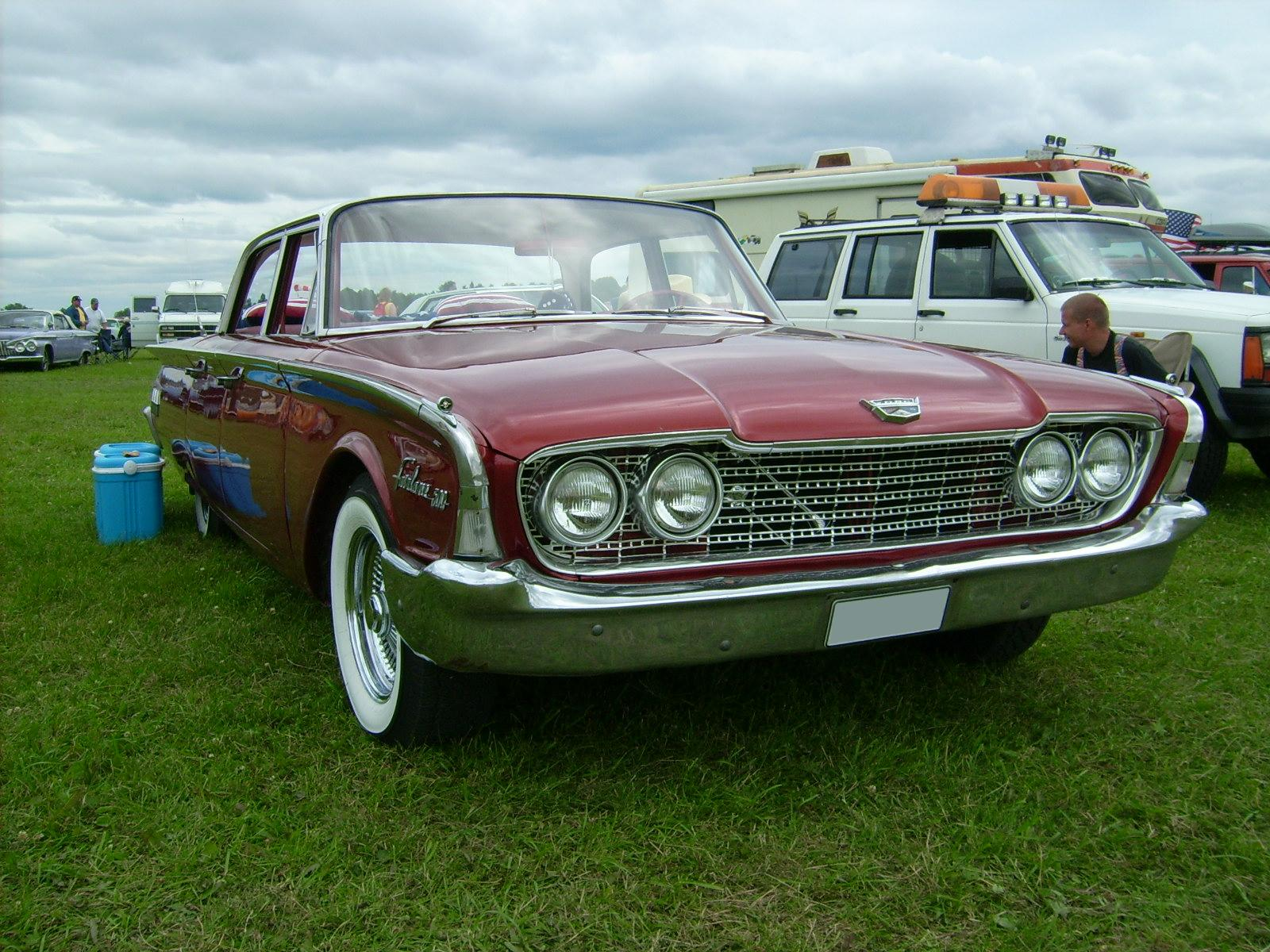
Ford Fairlane 500 Town Sedan mit B-Säule (1960)